# Cremeno
Cremeno (Cremée in dialetto valsassinese) è un comune italiano di 1 823 abitanti della provincia di Lecco in Lombardia.

## Storia
L'insediamento abitato di Cremeno ha forse origini romane. Il suo territorio era attraversato dalla via Spluga, strada romana che collegava Milano con il passo dello Spluga.
Durante il Ducato di Milano, Cremeno fu capoluogo della cosiddetta Squadra del Consiglio.
Con gli anni Settanta del Novecento, il paese mutò la propria vocazione rurale diventando una località di villeggiatura.

### Simboli
Lo stemma del Comune di Cremeno è stato concesso con il decreto del presidente della Repubblica del 30 aprile 1982.
Evidente il richiamo alle montagne, ai boschi che circondano il paese e alla fauna selvatica. La torre ricorda la famiglia Torriani che dominò le terre di Cremeno e della Valsassina dopo gli arcivescovi di Milano, a cui invece fanno riferimento la spada e il pastorale vescovile.

## Monumenti e luoghi d'interesse
- Chiesa di San Giorgio Martire
- Chiesa di San Rocco (XVI secolo). Al suo interno, conserva una pala di San Rocca realizzata da Stefano da Pianello (1523) e un dipinto de Madonna col Bambino tra i santi Sebastiano e Rocco.[7] La chiesa ospita un sacrario dei caduti in guerra.[7]
- Via Crucis in Cremeno
- Chiesa di Santa Maria Nascente (fraz. Maggio)
- Chiesa della Sacra Famiglia ai Noccoli
- Ponte della Vittoria

## Società

### Evoluzione demografica
- 557 nel 1722
- 621 nel 1803
- annessione a Barzio nel 1809
- 699 nel 1853
- 671 nel 1901
- 1 457 nel 1931 dopo le annessioni di Cassina Valsassina e Moggio[10]
- 655 nel 1951

Abitanti censiti

## Comunità montana
Fa parte della Comunità Montana della Valsassina.